# Capito niger
Capito niger е вид птица от семейство Capitonidae.

## Разпространение
Видът е разпространен в Бразилия, Венецуела, Гвиана, Суринам и Френска Гвиана.